# بيتر ماكي
بيتر ماكي (بالإنجليزية: Peter Mackie)‏ هو لاعب كرة قدم بريطاني في مركز الوسط، ولد في 17 يناير 1958 في غلاسكو في المملكة المتحدة. لعب مع نادي بارتيك ثيسل ونادي دندي ونادي سانت ميرين ونادي سلتيك.